# Palmyra (Maine)
Palmyra es un pueblo ubicado en el condado de Somerset en el estado estadounidense de Maine. En el Censo de 2010 tenía una población de 1.986 habitantes y una densidad poblacional de 18,51 personas por km².

## Geografía
Según la Oficina del Censo de los Estados Unidos, Palmyra tiene una superficie total de 107.32 km², de la cual 104.01 km² corresponden a tierra firme y (3.09%) 3.31 km² es agua.

## Demografía
Según el censo de 2010, había 1.986 personas residiendo en Palmyra. La densidad de población era de 18,51 hab./km². De los 1.986 habitantes, Palmyra estaba compuesto por el 97.68% blancos, el 0.2% eran afroamericanos, el 0.6% eran amerindios, el 0.2% eran asiáticos, el 0% eran isleños del Pacífico, el 0% eran de otras razas y el 1.31% pertenecían a dos o más razas. Del total de la población el 0.2% eran hispanos o latinos de cualquier raza.